# Maira bisnigra
Maira bisnigra är en tvåvingeart som beskrevs av Jacques-Marie-Frangile Bigot 1878. Maira bisnigra ingår i släktet Maira och familjen rovflugor. Inga underarter finns listade i Catalogue of Life.